# Schweizer Cup (Fussball, Männer) 2024/25
Der 100. Schweizer Cup wurde in den Jahren 2024 und 2025 ausgetragen.

## Modus
Es wurden sechs Runden (1/32-, 1/16-, 1/8-, 1/4- und 1/2-Final, Final) im KO-Modus gespielt.
Zwölf Vereine aus der Super League und die neun Schweizer Mannschaften der Challenge League waren direkt für den Schweizer Cup qualifiziert. Zudem qualifizierten sich in Vorqualifikationen und Regionalausscheidungen 42 Vereine aus der Promotion League, der 1. Liga, der 2. Liga interregional und aus Amateurligen. Der letzte Platz ging an den Suva-Fairplay-Trophy-Sieger.
Aus dem Fürstentum Liechtenstein nahmen keine Clubs teil. Sie nehmen zwar am Schweizer Meisterschaftsbetrieb teil, haben aber mit dem Liechtensteiner Cup einen eigenen Clubwettbewerb.
Der Schweizer Cup wird im K.-o.-System ausgetragen. In der Regel wird jede Runde innert drei Tagen ausgetragen.
- 1. Runde (16., 17. und 18. August 2024): 64 Teams, die Sieger sind für die 2. Runde qualifiziert.
- 2. Runde (13., 14. und 15. September 2024): 32 Teams, die Sieger sind für die Achtelfinals qualifiziert.
- Achtelfinals (3., 4. und 5. Dezember 2024): 16 Teams, die Sieger sind für die Viertelfinals qualifiziert.
- Viertelfinals (25., 26. und 27. Februar 2025): 8 Teams, die Sieger sind für die Halbfinals qualifiziert.
- Halbfinals (26. und 27. April 2025): 4 Teams, die Sieger qualifizieren sich für den Final.
- Final (1. Juni 2025) im Stadion Wankdorf in Bern: Der Sieger gewinnt den 100. Schweizer Cup.

Im Schweizer Cup haben jeweils die unterklassigen Mannschaften Heimrecht. Wenn zwei Mannschaften aus der gleichen Liga aufeinandertreffen, entscheidet das Los. In der ersten Runde können keine Clubs aus den oberen zwei Spielklassen (Super League und Challenge League) aufeinandertreffen, in der zweiten Runde keine Mannschaften aus der Super League. Der Final findet voraussichtlich im Wankdorfstadion in Bern statt, unabhängig davon, welche Mannschaften beteiligt sind.

## Teilnehmende Mannschaften
Die Auslosung zur ersten Runde fand am 1. Juli 2024 statt.
| Super League die 12 Vereine der Saison 2023/24 | Challenge League 9 Vereine der Saison 2023/24 | Promotion League 7 Vereine der Saison 2023/24                                                                                             | 1. Liga 10 Vereine der Saison 2023/24 | 2. Liga interregional 9 Vereine der Saison 2023/24 | tiefere Spielklassen 17 Vereine der Saison 2023/24 |
| FC Basel (BS) Grasshopper Zürich (ZH) FC Lausanne-Sport (VD) FC Lugano (TI) FC Luzern (LU) Servette FC (GE) FC Stade Lausanne-Ouchy (VD) FC St. Gallen (SG) FC Winterthur (ZH) BSC Young Boys (BE) Yverdon-Sport FC (VD) FC Zürich (ZH) | FC Aarau (AG) FC Baden (AG) AC Bellinzona (TI) Neuchâtel Xamax (NE) FC Schaffhausen (SH) FC Sion (VS) Stade Nyonnais (VD) FC Thun (BE) FC Wil (SG) | FC Biel-Bienne (BE) SR Delémont (JU) Étoile Carouge (GE) SC Kriens (LU) FC Paradiso (TI) FC Rapperswil-Jona (SG) SC Brühl St. Gallen (SG) | FC Echallens (VD) FC Langenthal (BE) FC Mendrisio (TI) FC Monthey (VS) FC Solothurn (SO) AC Taverne (TI) FC Tuggen (SZ) FC Vevey-Sports (VD) FC Wettswil-Bonstetten (ZH) SC YF Juventus Zürich (ZH) | FC Altstätten 1 (SG) FC Prishtina Bern (BE) Signal FC Bernex-Confignon (GE) Chur 97 1 (GR) SC Emmen (LU) FC Gambarogno-Contone (TI) Lancy FC (GE) KF Dardania St. Gallen (SG) FC Zug 94 (ZG) | 2. Liga regional FC Aemme 1 (BE) FC Champel 1 (GE) FC Genolier-Begnins 1 (VD) FC Haute-Ajoie 1 (JU) FC Dardania Lausanne (VD) FC Le Communal Sport Le Locle 1 (NE) FC Malcantone 1 (TI) FC Printse-Nendaz 1 (VS) FC Regensdorf 1 (ZH) FC Schattdorf 1 (UR) FC Besa St. Gallen 1 (SG) FC Subingen 1 (SO) FC Suhr 1 (AG) FC Ursy 1 (FR) Zürich City SC (ZH) 3. Liga SC Schwyz 2 (SZ) FC Wallbach-Zeiningen 1 (AG) |

## 1. Runde
| Datum                      |                                      | Ergebnis                         |                                 |
| -------------------------- | ------------------------------------ | -------------------------------- | ------------------------------- |
| 16. August 2024, 20.00 Uhr | AC Taverne (1.)                      | 1:3 (0:0)                        | FC Wil (ChL)                    |
| 16. August 2024, 20.00 Uhr | SC Kriens (PL)                       | 1:2 (0:2)                        | AC Bellinzona (ChL)             |
| 16. August 2024, 20.00 Uhr | FC Dardania Lausanne (2.)            | 0:3 (0:0)                        | Yverdon Sport FC (SL)           |
| 16. August 2024, 20.00 Uhr | Lancy FC (1.)                        | 3:3 n. V. (3:3, 2:1) (1:4 i. E.) | Étoile Carouge (ChL)            |
| 16. August 2024, 20.00 Uhr | FC Wettswil-Bonstetten (1.)          | 1:2 (0:0)                        | FC Winterthur (SL)              |
| 17. August 2024, 16.00 Uhr | FC Schattdorf (2.)                   | 0:1 (0:0)                        | FC Paradiso (PL)                |
| 17. August 2024, 16.00 Uhr | FC Ursy (2.)                         | 0:6 (0:4)                        | Stade Nyonnais (ChL)            |
| 17. August 2024, 16.00 Uhr | FC Subingen (2.)                     | 0:8 (0:5)                        | FC Basel (SL)                   |
| 17. August 2024, 16.00 Uhr | FC Baden (PL)                        | 1:3 (0:1)                        | FC Rapperswil-Jona (PL)         |
| 17. August 2024, 17.00 Uhr | FC Besa (2.)                         | 1:0 (1:0)                        | Chur 97 (2. int.)               |
| 17. August 2024, 17.00 Uhr | FC Printse-Nendaz (2.)               | 0:10 (0:6)                       | BSC Young Boys (SL)             |
| 17. August 2024, 17.00 Uhr | FC Echallens (1.)                    | 1:6 (0:3)                        | FC Stade Lausanne-Ouchy (ChL)   |
| 17. August 2024, 17.00 Uhr | FC Suhr (2.)                         | 0:4 (0:2)                        | FC Aarau (ChL)                  |
| 17. August 2024, 18.00 Uhr | FC Mendrisio (1.)                    | 1:4 (1:3)                        | FC Luzern (SL)                  |
| 17. August 2024, 18.00 Uhr | FC Wallbach-Zeiningen (3.)           | 0:2 (0:0)                        | FC Langenthal (1.)              |
| 17. August 2024, 18.00 Uhr | FC Monthey (1.)                      | 4:3 (1:1)                        | FC Solothurn (1.)               |
| 17. August 2024, 18.00 Uhr | FC Tuggen (1.)                       | 0:2 (0:1)                        | FC Schaffhausen (ChL)           |
| 17. August 2024, 19.00 Uhr | SC Emmen (2. int.)                   | 3:2 (0:2)                        | FC Altstätten (2. int.)         |
| 17. August 2024, 19.00 Uhr | Zürich City SC (2.)                  | 0:1 (0:0)                        | SC YF Juventus (1.)             |
| 17. August 2024, 19.00 Uhr | FC Le Communal Sport Le Locle (2.)   | 1:1 n. V. (1:1, 1:0) (3:1 i. E.) | FC Prishtina Bern (1.)          |
| 17. August 2024, 19.00 Uhr | FC Aemme (2.)                        | 2:1 (2:0)                        | FC Haute-Ajoie (2.)             |
| 17. August 2024, 19.30 Uhr | FC Biel-Bienne (PL)                  | 2:1 (1:0)                        | Neuchâtel Xamax (ChL)           |
| 17. August 2024, 19.30 Uhr | SR Delémont (PL)                     | 1:1 n. V. (1:1, 1:0) (1:4 i. E.) | FC Sion (SL)                    |
| 18. August 2024, 14.00 Uhr | FC Genolier-Begnins (2.)             | 1:3 (0:1)                        | Vevey-Sports (PL)               |
| 18. August 2024, 14.30 Uhr | FC Champel (2.)                      | 0:7 (0:2)                        | FC Lausanne-Sport (SL)          |
| 18. August 2024, 14.30 Uhr | Signal FC Bernex-Confignon (2. int.) | 1:7 (0:4)                        | Servette FC (SL)                |
| 18. August 2024, 15.00 Uhr | KF Dardania St. Gallen (2. int.)     | 1:2 (0:2)                        | FC Gambarogno-Contone (2. int.) |
| 18. August 2024, 15.00 Uhr | SC Schwyz (3.)                       | 0:6 (0:2)                        | FC Thun (ChL)                   |
| 18. August 2024, 15.00 Uhr | SC Brühl St. Gallen (PL)             | 1:7 (1:4)                        | FC Lugano (SL)                  |
| 18. August 2024, 16.00 Uhr | FC Regensdorf (2.)                   | 0:9 (0:6)                        | Grasshopper Club Zürich (SL)    |
| 18. August 2024, 16.00 Uhr | Zug 94 (2. int.)                     | 0:2 (0:2)                        | FC Zürich (SL)                  |
| 18. August 2024, 16.30 Uhr | FC Malcantone (2. int.)              | 0:4 (0:3)                        | FC St. Gallen (SL)              |

## 2. Runde
| Datum                         |                                    | Ergebnis                         |                               |
| ----------------------------- | ---------------------------------- | -------------------------------- | ----------------------------- |
| 13. September 2024, 20.00 Uhr | FC Monthey (1.)                    | 0:2 (0:2)                        | Étoile Carouge (ChL)          |
| 13. September 2024, 20.00 Uhr | FC Thun (ChL)                      | 0:2 (0:1)                        | Grasshopper Club Zürich (SL)  |
| 13. September 2024, 20.00 Uhr | SC YF Juventus (1.)                | 0:2 (0:1)                        | FC Sion (SL)                  |
| 13. September 2024, 20.00 Uhr | SC Emmen (2. int.)                 | 1:2 (1:2)                        | Yverdon Sport FC (SL)         |
| 13. September 2024, 20.15 Uhr | FC Besa (2.)                       | 1:6 (0:2)                        | FC Biel-Bienne (PL)           |
| 14. September 2024, 15.00 Uhr | FC Langenthal (1.)                 | 1:0 (1:0)                        | FC Stade Lausanne-Ouchy (ChL) |
| 14. September 2024, 16.00 Uhr | FC Paradiso (PL)                   | 1:3 (1:1)                        | FC St. Gallen (SL)            |
| 14. September 2024, 17.00 Uhr | FC Rapperswil-Jona (PL)            | 1:3 (0:0)                        | FC Lugano (SL)                |
| 14. September 2024, 17.00 Uhr | FC Aemme (2.)                      | 0:4 (0:0)                        | FC Lausanne-Sport (SL)        |
| 14. September 2024, 18.00 Uhr | FC Le Communal Sport Le Locle (2.) | 0:3 (0:0)                        | FC Zürich (SL)                |
| 14. September 2024, 18.00 Uhr | Vevey-Sports (PL)                  | 2:4 (0:2)                        | BSC Young Boys (SL)           |
| 14. September 2024, 18.00 Uhr | FC Wil (ChL)                       | 2:2 n. V. (1:1, 0:1) (2:4 i. E.) | FC Winterthur (SL)            |
| 15. September 2024, 14.30 Uhr | FC Schaffhausen (ChL)              | 2:1 (0:1)                        | Servette FC (SL)              |
| 15. September 2024, 16.00 Uhr | FC Aarau (ChL)                     | 1:0 (0:0)                        | FC Luzern (SL)                |
| 15. September 2024, 16.00 Uhr | FC Gambarogno-Contone (2. int.)    | 1:2 (0:2)                        | AC Bellinzona (ChL)           |
| 15. September 2024, 16.30 Uhr | FC Stade Nyonnais (ChL)            | 0:1 n. V. (0:0, 0:0)             | FC Basel (SL)                 |

## Achtelfinal
| Datum                       |                              | Ergebnis                         |                        |
| --------------------------- | ---------------------------- | -------------------------------- | ---------------------- |
| 3. Dezember 2024, 19.00 Uhr | FC Langenthal (1.)           | 0:6 (0:4)                        | FC Biel-Bienne (PL)    |
| 3. Dezember 2024, 20.00 Uhr | Grasshopper Club Zürich (SL) | 0:1 (0:0)                        | FC Zürich (SL)         |
| 4. Dezember 2024, 20.00 Uhr | FC Schaffhausen (ChL)        | 0:1 (0:1)                        | BSC Young Boys (SL)    |
| 4. Dezember 2024, 20.15 Uhr | FC Basel (SL)                | 2:2 n. V. (2:2, 1:2) (4:1 i. E.) | FC Sion (SL)           |
| 4. Dezember 2024, 20.30 Uhr | Yverdon Sport FC (SL)        | 0:2 (0:0)                        | FC Lugano (SL)         |
| 5. Dezember 2024, 20.00 Uhr | FC Aarau (ChL)               | 0:1 (0:0)                        | Étoile Carouge (ChL)   |
| 5. Dezember 2024, 20.30 Uhr | FC Winterthur (SL)           | 0:3 (0:2)                        | FC Lausanne-Sport (SL) |
| 5. Dezember 2024, 20.30 Uhr | AC Bellinzona (ChL)          | 1:0 (0:0)                        | FC St. Gallen (SL)     |

## Viertelfinal
| Datum                       |                      | Ergebnis                         |                        |
| --------------------------- | -------------------- | -------------------------------- | ---------------------- |
| 25. Februar 2025, 20.30 Uhr | AC Bellinzona (ChL)  | 1:1 n. V. (1:1, 0:0) (3:4 i. E.) | FC Lausanne-Sport (SL) |
| 26. Februar 2025, 19.30 Uhr | Étoile Carouge (ChL) | 1:3                              | FC Basel (SL)          |
| 26. Februar 2025, 20.30 Uhr | FC Biel-Bienne (PL)  | 2:0                              | FC Lugano (SL)         |
| 27. Februar 2025, 20.30 Uhr | FC Zürich (SL)       | 2:3                              | BSC Young Boys (SL)    |

## Halbfinal
| Datum                    |                     | Ergebnis             |                        |
| ------------------------ | ------------------- | -------------------- | ---------------------- |
| 26. März 2025, 20.30 Uhr | FC Biel-Bienne (PL) | 1:0 n. V. (0:0, 0:0) | BSC Young Boys (SL)    |
| 27. März 2025, 15.30 Uhr | FC Basel (SL)       | 3:2 n. V. (2:2, 0:1) | FC Lausanne-Sport (SL) |

## Final
| Paarung                   | FC Biel-Bienne – FC Basel |
| Ergebnis                  | 1:4 (0:1) |
| Datum                     | 1. Juni 2025 um 14:00 Uhr |
| Stadion                   | Stadion Wankdorf, Bern |
| Schiedsrichter            | Stefan Horisberger |
| Schiedsrichterassistenten | Nicolas Müller und Leroy Hartmann |
| Tore                      | 0:1 A. De Freitas (35., Eigentor) 1:1 Beyer (60., Elfmeter) 1:2 Shaqiri (67., Elfmeter) 1:3 Soticek (78.) 1:4 Cissé (80.) |
| FC Biel-Bienne            | Raphael Radtke – Loïc Socka Bongué, Lois Ndema Mbongé, Damian Kelvin, Anthony De Freitas, Lion de Oliveira (79. Sébastien Moulin) – Abdoulaye Coulibaly (84. Djibrail Dib), Freddy Mveng (84. Nikolai Maurer), Yann Massombo, Omer Džonlagić (87. Paolo Arrivas) – Brian Beyer (84. Malko Sartoretti) Cheftrainer: Samir Chaibeddra ( Frankreich) |
| FC Basel                  | Marwin Hitz – Anton Kade, Jonas Adjetey (76. Adrian Leon Barišić), Nicolas Vouilloz, Dominik Schmid (46. Moussa Cissé) – Leon Avdullahu, Metinho (62. Léo Leroy) – Bénie Traoré (62. Kevin Carlos), Xherdan Shaqiri, Philip Otele (76. Marin Soticek) – Albian Ajeti Cheftrainer: Fabio Celestini                                                 |

Der FC Biel-Bienne ist der erste drittklassige Verein, der bis in den Cupfinal vorgestossen ist.